# إيغور ديفيف
إيغور ديفيف (مواليد 27 سبتمبر 1999) هو لاعب كرة قدم روسي يلعب كقلب دفاع في نادي سيسكا موسكو.